# ليفكادا
لُقاطة أو لِفكاذة أو ليفكادا (باليونانية: Λευκάδα)‏ هي جزيرة من الجزر الأيونية التي تطل على الساحل الغربي لبر اليونان. وتتصل بالبر الرئيسي عن طريق درب طويل وجسر عائم.

## أعلام
- صافو
- أجنس بالتسا
- جوستين فرانجولي أرجيريس